# San Roque, Antioquia
San Roque este un municipiu din departamentul Antioquia, Columbia.